# Francesco Arnaldi
Francesco Arnaldi (Codroipo, 5 ottobre 1897 – Roma, 28 giugno 1980) è stato un latinista e lessicografo italiano.
Fu docente alla Scuola normale superiore di Pisa per dieci anni e quindi all'Università di Napoli, dove rimase per un trentennio, fino al pensionamento. Era padre dello storico Girolamo Arnaldi .

## Biografia

### Origini familiari e studi
Nato in Friuli, da una famiglia di antica nobiltà veneta di Vicenza, figlio di un magistrato, Francesco Arnaldi partecipò attivamente e in prima linea alla Grande guerra, a conclusione della quale conseguì, nel 1920, la laurea in lettere classiche all'Università di Padova, allievo di Vincenzo Ussani, con cui discusse una tesi sulle idee morali e religiose di Tacito.

### Insegnamento alla Normale di Pisa (1923-1933)
Insegnò dapprima latino e greco al Liceo Ginnasio di Sassari per poi passare, dal 1923, vincitore di concorso, alla carica di professore interno della Scuola Normale di Pisa, istituzione della quale sarà vice-direttore l'anno dopo, durante il mandato di Luigi Bianchi e, alla morte dell'anziano matematico nel 1928, sotto la presidenza di Giovanni Gentile.
Insieme con loro vi era Aldo Capitini, segretario-economo della Normale, del quale si sarebbe più tardi consumata la rottura con il filosofo siciliano.
Fu grazie all'opera dei tre che si ebbe in quegli anni il deciso incremento, da 15 a 110 allievi, delle due classi di Lettere e Fisica, e l'inaugurazione solenne della nuova sede ampliata della Scuola in Piazza dei Cavalieri il 10 dicembre 1932.
Con Gentile, Arnaldi collaborò sia nell'ambiente pisano che in quello romano dell'Enciclopedia italiana.

### L'«Archivum Latinitatis Medii Aevi»
Nel 1933 si dimise dall'impiego in Normale, e in quello stesso anno assunse la cura redazionale del lessico della latinità medievale, su incarico dell'Unione accademica nazionale, nell'ambito di un più vasto progetto promosso dall'Union académique internationale, il Latinitatis Italicae Medii Aevi... Lexicon..., per il quale Arnaldi preparerà una serie di contributi editi dall'«Archivum latinitatis medii aevi» della stessa Unione accademica.
Dell'«Archivum Latinitatis Medii Aevi», di cui fu curatore dal 1936, divenne direttore dal 1950 e lo rimase fino alla morte.

### La cattedra di lingua e letteratura latina a Napoli
Nel dicembre 1936 vinse il concorso a cattedra per l'insegnamento di Lingua e Letteratura latina, innanzi a una commissione composta da Carlo Cocchia, Vincenzo Ussani e Giorgio Pasquali. Dopo un anno trascorso all'Università di Palermo, si trasferì all'ateneo federiciano di Napoli, dove rimarrà per tutto il resto della carriera, ovvero un trentennio, fino al 1967. Per alcuni anni, dal 1938 al 1942, sostituì Vittorio De Falco nella cattedra di Letteratura greca.
Tra i suoi allievi vi furono Liliana Monti-Sabia, Armando Salvatore, Salvatore Monti, Salvatore D'Elia, Pasquale Smiraglia, Giuseppe Pompella, Giovanni Barra, Fabio Cupaiuolo, Donato Gagliardi, Enrico Flores, Luciano Nicastri, Maria Rosaria Pinto, Antonio Vincenzo Nazzaro e Giovanni Polara.
La prova di lingua latina era considerata un esame monstre, vissuto con terrore dagli studenti della Facoltà di Lettere a causa dell'estrema difficoltà e della conseguente altissima selettività, tanto da potersi considerare fortunato chi fosse riuscito a superarlo in cinque o sei tentativi. L'esame di latino scritto consisteva nella traduzione dall'italiano al latino di un testo moderno della letteratura italiana; quello di letteratura latina orale prevedeva la conoscenza di trentamila versi latini.
La votazione agli esami universitari più alta da lui assegnata consisteva in 27/30, che solo i migliori allievi riuscirono a conquistare.
Nel febbraio del 1945 gli fu fatto omaggio della copia di una tesi di dottorato in teologia, interamente scritta in lingua latina dall'autore, don Giuseppe Morelli, e intitolata " De S. Paulini Nolani doctrina christologica, Neapoli, ex Typographica Officina Forense, MCMXLV". Arnaldi ringraziò l'autore, scrivendo: Finalmente, un latino decente!.

## Pubblicazioni
- Dopo Costantino. Saggio di vita spirituale del IV e V secolo, Pisa, 1927
- Cicerone, Bari, Laterza, 1929 (19482)
- Cicerone, voce per l'Enciclopedia Italiana, 1931
- La poesia dell'Iliade, Zanichelli, Bologna, 1932
- L'Eneide e la poesia di Virgilio, 1932
- Plinio il Vecchio, voce per l'Enciclopedia Italiana, 1935
- La guerra gallica di C. Giulio Cesare, traduzione e commento con note militari del generale Ottavio Zoppi, Livorno, Edizioni Roma
- Struttura e poesia nelle Odi di Pindaro, Napoli, 1943
- Da Plauto a Terenzio, Napoli, 1946-47
- Studi virgiliani, 1947
- Guida allo studio della civiltà romana antica, diretta da Vincenzo Ussani e Francesco Arnaldi, voll. I-II, Napoli, Istituto Editoriale del Mezzogiorno, 1952 e 1954 (2ª edizione: 1958 e 1961)
- Latinitatis Italicae Medii Aevi inde ab a. CDLXXVI usque ad a. MXXII lexicon imperfectum (in IV voll., a cura di Franciscus Arnaldi, Paschalis Smiraglia), Union académique internationale, Bruxelles, 1939-1964
  - altra edizione: Latinitatis Italicae Medii Aevi Lexicon, Società internazionale per lo studio del Medioevo latino - Edizioni del Galluzzo, 2001 ISBN 978-88-8450-020-5
- Tacito, 1973
- con Ettore Paratore ed Enrica Malcovati, Letteratura latina e letteratura greca di interesse romano, Roma, Jouvence, 1983